# Zasekrečennyj gorod
Zasekrečennyj gorod (Засекреченный город) è un film del 1974 diretto da Michail Iosifovič Juzovskij.
Zasekrečennyj gorod ("La città segreta") è basato sull'opera teatrale di Andrej Kučaev (1939–2009) Первая смена (Pervaya smena, "Primo turno").

## Trama
Il film è ambientato in un campo di pionieri sulla costa del Mar Nero. Prima dell'inizio del tradizionale gioco di guerra, viene scoperta la tromba del pioniere mancante. L'intera squadra dei pionieri è inclusa nella ricerca. E mentre i ragazzi cercano la perdita, litigano, si riconciliano e vivono ogni tipo di avventura.